# 德萊-波塔邦

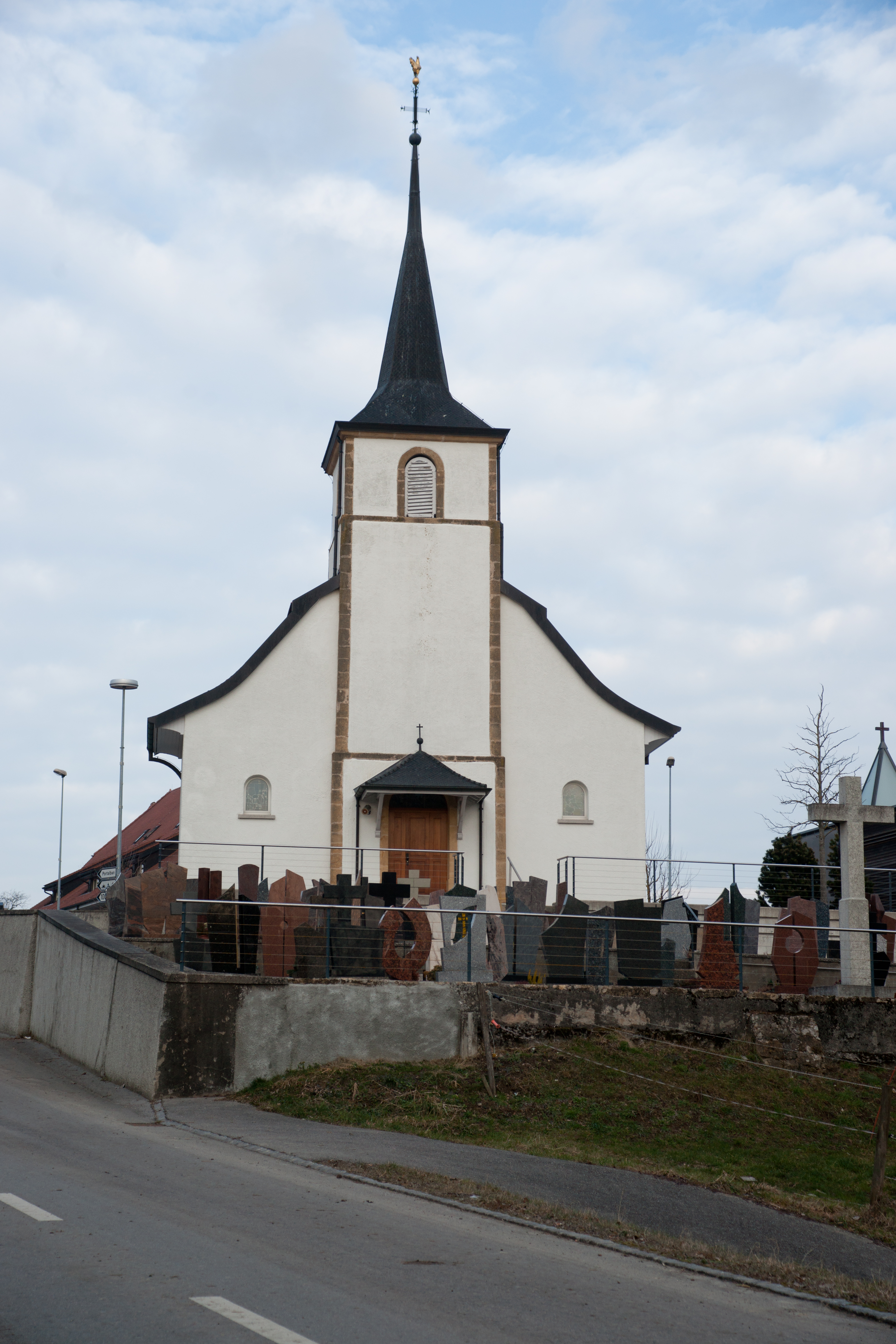

德萊-波塔邦是瑞士的城鎮，位於該國西部，由弗里堡州負責管轄，面積7.26平方公里，海拔高度497米，2011年人口919，人口密度每平方公里127人。

## 外部連結
- Official website （页面存档备份，存于） （法文）